# بول فروش
بول فروش (بالألمانية: Paul Frosch)‏ ولد 15 أوت 1860 وتوفي 2 جوان 1928، هو باحث ألماني في علم الأحياء الدقيقة وعلم الفيروسات.
كان فروش مساعد فريدريك لوفلر ثم روبرت كوخ فيما بعد. مسؤول عن مكافحة الأمراض الغازية في ذلك الوقت مثل الحمى القلاعية، في عام 1897 بول وفريدريك تمكنا من تحديد سبب المرض. بذلك وجدوا لأول مرة الفيروس وأصبحوا مؤسسي علم الفيروسات.